# Laphria tricolor
Laphria tricolor är en tvåvingeart som beskrevs av Wulp 1872. Laphria tricolor ingår i släktet Laphria och familjen rovflugor. Inga underarter finns listade i Catalogue of Life.